# Saint-Sacrement (quartier)
Pour les articles homonymes, voir Saint-Sacrement.
Saint-Sacrement est l'un des 35 quartiers de la ville de Québec. Il est situé dans l'arrondissement de La Cité–Limoilou.

## Géographie
Il est bordé par Montcalm, Saint-Sauveur et l'arrondissement Sainte-Foy–Sillery–Cap-Rouge.

## Histoire
Il est nommé à partir de la paroisse du même nom, dont le nom honore le sacrement de l'Eucharistie.

## Portrait du quartier
Son territoire faisait partie jusqu'en 1988 du quartier Montcalm. Celui-ci a été annexé à Québec en 1913, et son 
existence remonte à 1872, d'abord comme municipalité de paroisse, puis comme ville en 1908
.
Le quartier de Saint-Sacrement est situé dans l'ouest de la partie de l'arrondissement La Cité-Limoilou située sur la colline de Québec. C'est un quartier principalement résidentiel qui s'est développé au cours du XXe siècle avec l'expansion vers l'ouest de la ville de Québec. Après une période de stagnation, le quartier s'est renouvelé dans les années 2000 avec l'arrivée de nombreuses familles, et de plusieurs restaurants et commerces sur le chemin Sainte-Foy. Plusieurs institutions d'enseignement sont également présentent dans Saint-Sacrement, couvrant plusieurs niveaux. 
Le quartier est bordé à l'est par les avenues Joffre et Belvédère, le séparant de Montcalm, au sud par le boulevard René-Lévesque, qui le sépare de Sillery, à l'ouest par l'avenue Painchaud, prolongement de l'avenue Maguire et limite avec Sainte-Foy (Québec), et au nord par la falaise de la colline, dénommée dans ce secteur coteau Sainte-Geneviève.
Au conseil municipal de Québec, le quartier est représenté par le district de Montcalm-Saint-Sacrement, dont le conseiller a été entre 1993 et 2021 Yvon Bussières (affilié jusqu'en 2002 au parti du Rassemblement populaire, jusqu'en 2008 au Renouveau municipal, ensuite à Démocratie Québec, pour enfin devenir indépendant à partir de 2017). Maintenant, Catherine Vallières-Roland

### Artères principales
- Dans le sens est-ouest
  - Boulevard René-Lévesque
  - Chemin Sainte-Foy
  - Boulevard de l'Entente
- Dans le sens nord-sud
  - Avenue Belvédère
  - Avenue Holland et son prolongement, l'avenue Saint-Sacrement

### Édifices notables
- Hôpital du Saint-Sacrement
- Hôpital Jeffery Hale Saint Brigid's
- Le Samuel-Holland, complexe comprenant immeubles d'habitation, commerces et bureaux.
- Le YWCA de Québec
- La bibliothèque Collège-des-Jésuites
- Édifice Catherine-De Longpré, bureaux gouvernementaux

### Parcs, espaces verts et loisirs
- Parc Saint-Sacrement, comprenant une piscine, un skatepark, deux salles de loisirs, un terrain de curling et deux aires de jeux.
- Parc Holland, bordant le complexe Samuel-Holland
- Parc des Saint-Martyrs Canadiens avec terrains de tennis et jeux d'amusement pour les enfants
- Parc Notre-Dame-de-Bellevue
- Centre de loisirs Saint-Sacrement (camps de jour et autres activités communautaires)

### Édifices religieux
- Église du Très-Saint-Sacrement[4] (1924)
- Église évangélique Belvédère[5] (1940)

### Commerces et entreprises
- Le chemin Sainte-Foy, entre Saint-Sacrement/Holland et Eymard, est l'unique artère commerciale du quartier.
- La station de radio CJMF-FM (93.3)

### Lieux d'enseignement
- Commission scolaire de la Capitale

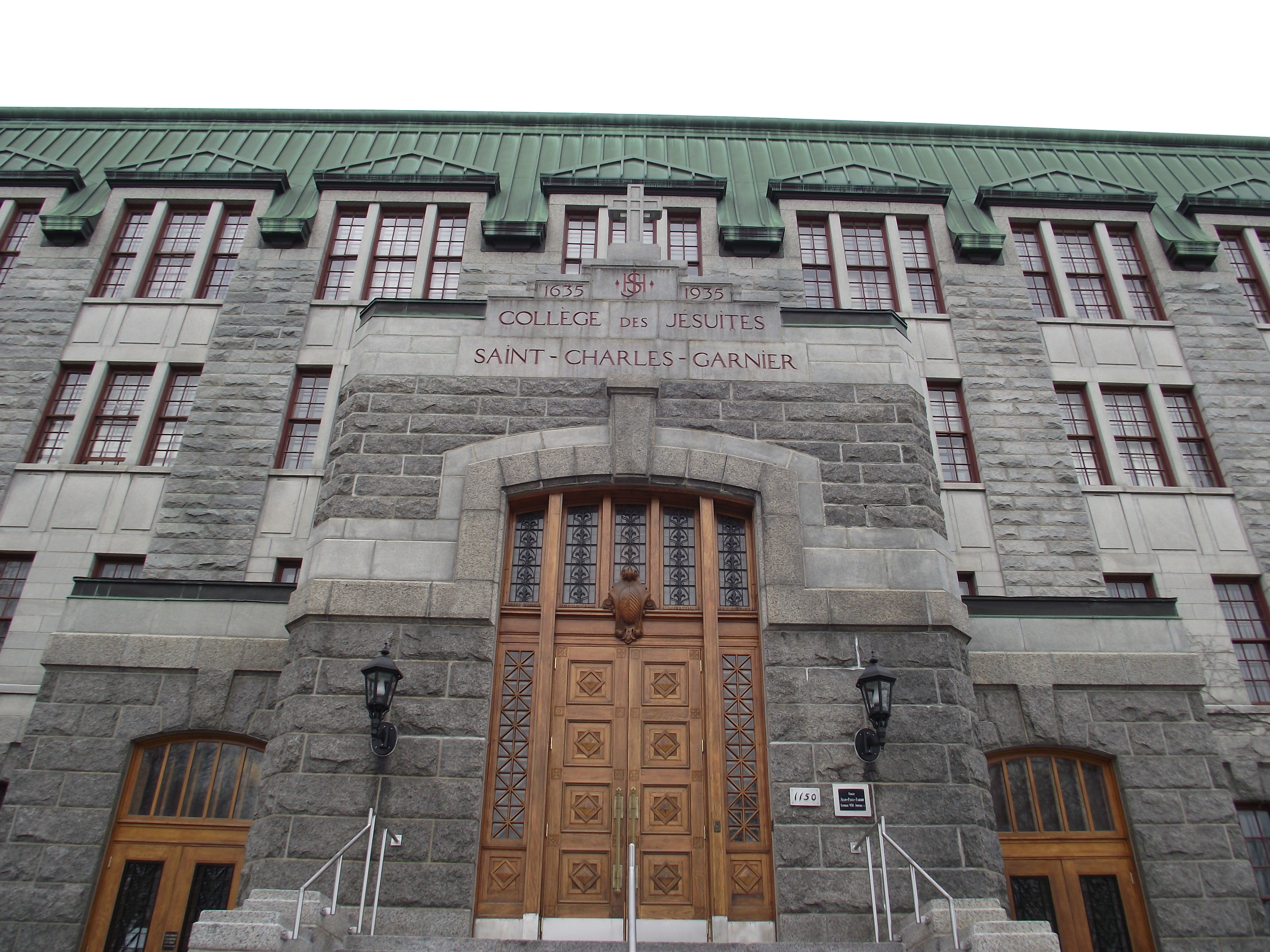
Entrée principale du Collège Saint-Charles-Garnier

  - École internationale de Saint-Sacrement (primaire, programme PEI)
- Central Québec School Board/Commission scolaire Central Québec
  - Holland Elementary School
- Écoles privées
  - Collège Saint-Charles-Garnier, secondaire
  - Institut Saint-Joseph, primaire
  - Collège Stanislas de Québec, qui occupe l'édifice de l'ancien collège privé pour filles Notre-Dame-de-Bellevue
  - École prématernelle et maternelle Montessori de la Colline, également située dans cet édifice.
- Cégep Garneau, l'un des trois Cégeps publics de la ville de Québec.

## Démographie
Lors du recensement de 2016, le portrait démographique du quartier était le suivant :
- sa population représentait 10 % de celle de l'arrondissement et 2 % de celle de la ville.
- l'âge moyen était de 50 ans tandis que celui à l'échelle de la ville était de 43,2 ans.
- 34,7 % des habitants étaient propriétaires et 65,3 % locataires.
- Taux d'activité de 57,5 % et taux de chômage de 5,9 %.
- Revenu moyen brut des 15 ans et plus : 45 541 $.

| 1996  | 2001  | 2006  | 2011  | 2016   | 2021   |
| ----- | ----- | ----- | ----- | ------ | ------ |
| 9 565 | 9 800 | 9 720 | 9 705 | 10 835 | 10 955 |

## Galerie

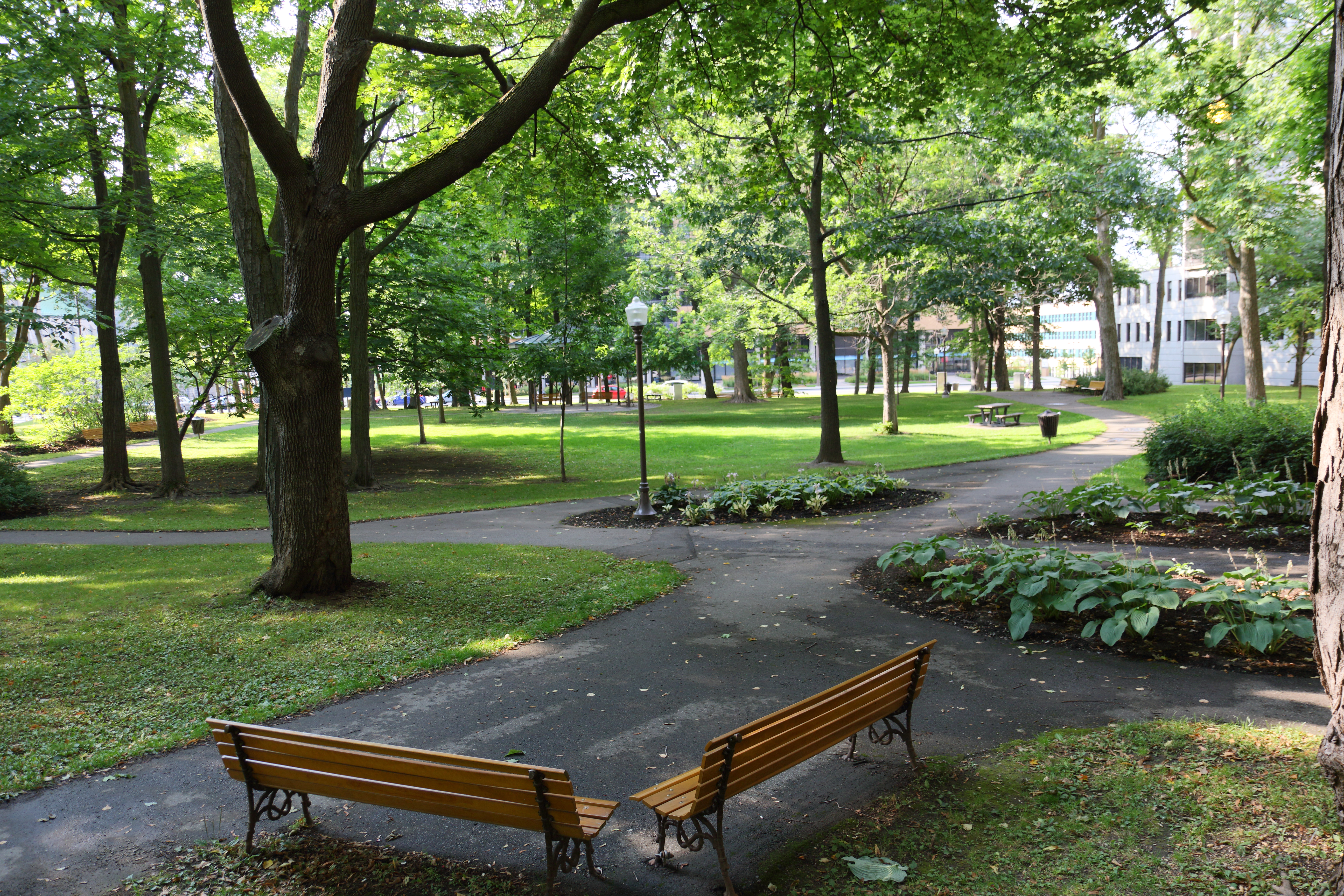
Parc Samuel-Holland
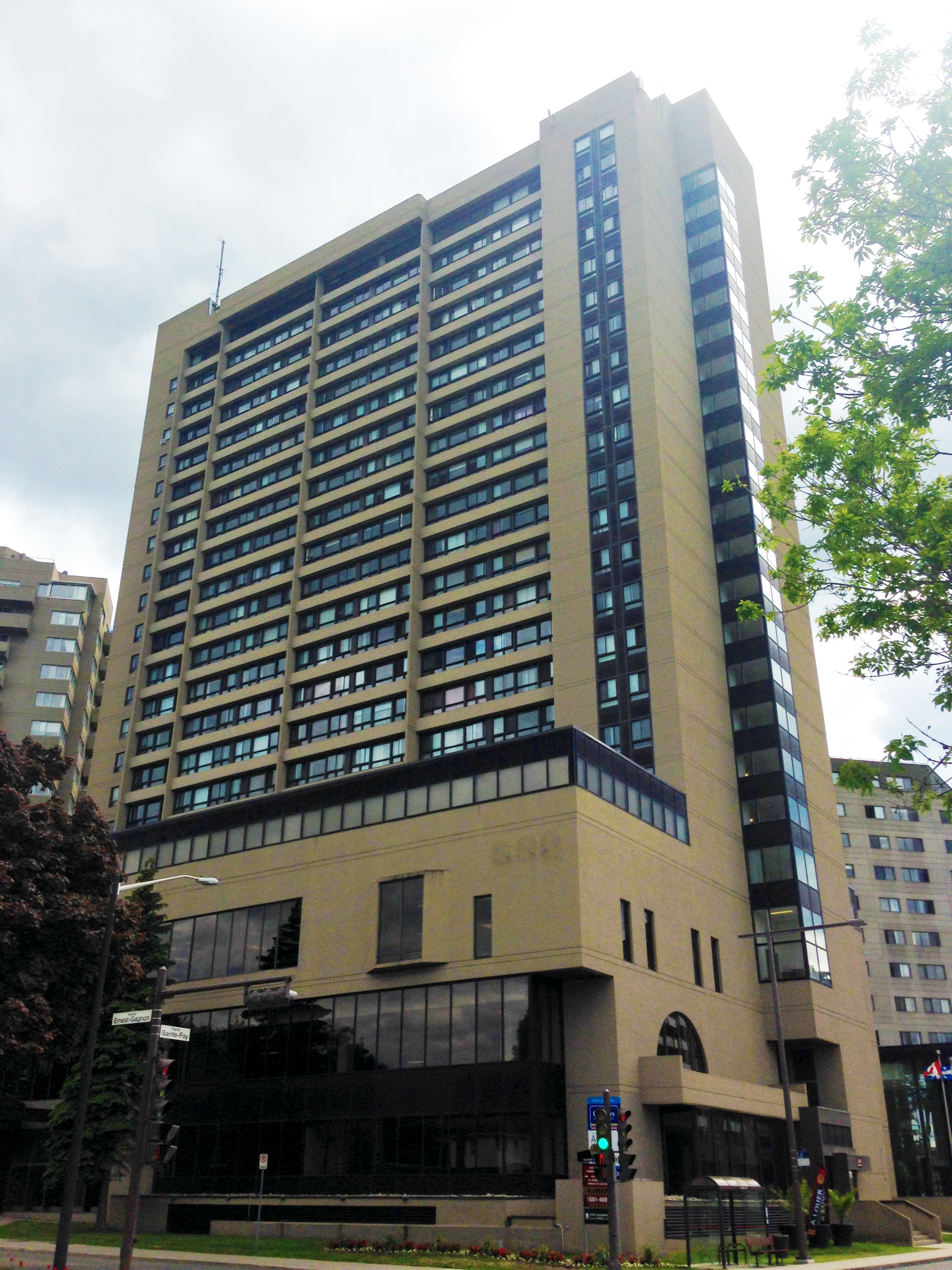
Édifice Samuel-Holland
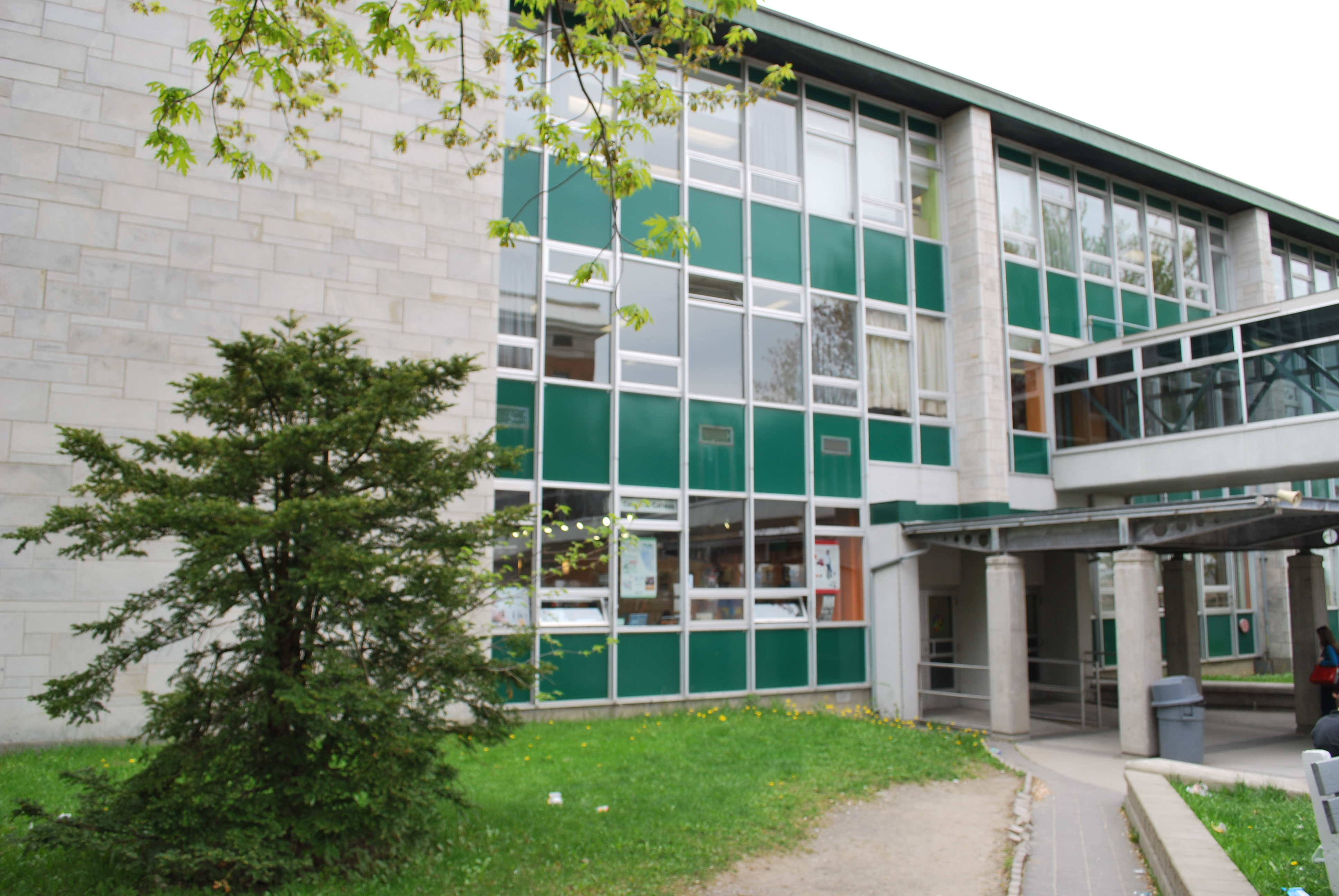
Pavillon Jean-Baptiste-Cloutier du Cégep Garneau
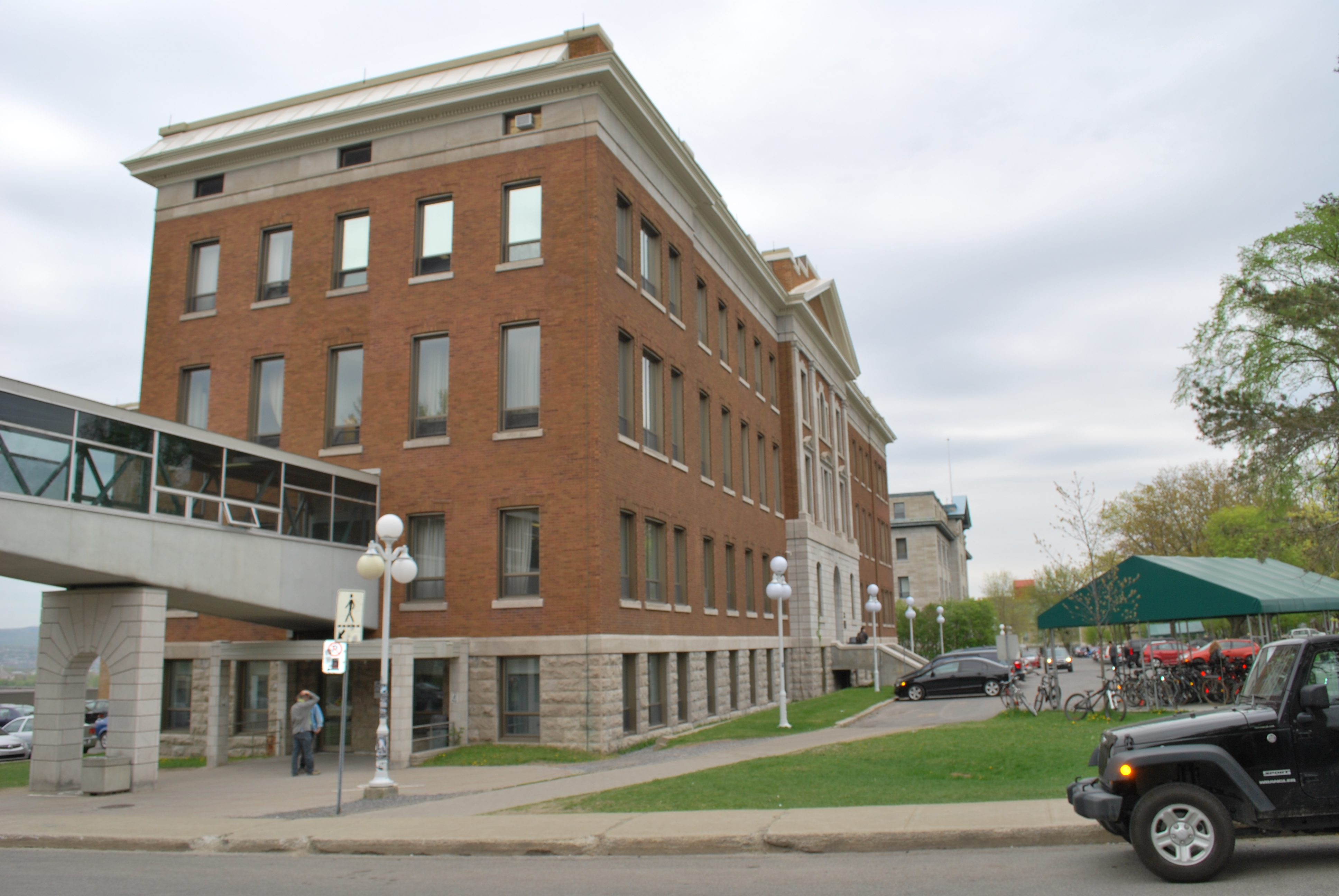
Pavillons Jacques-Marquette
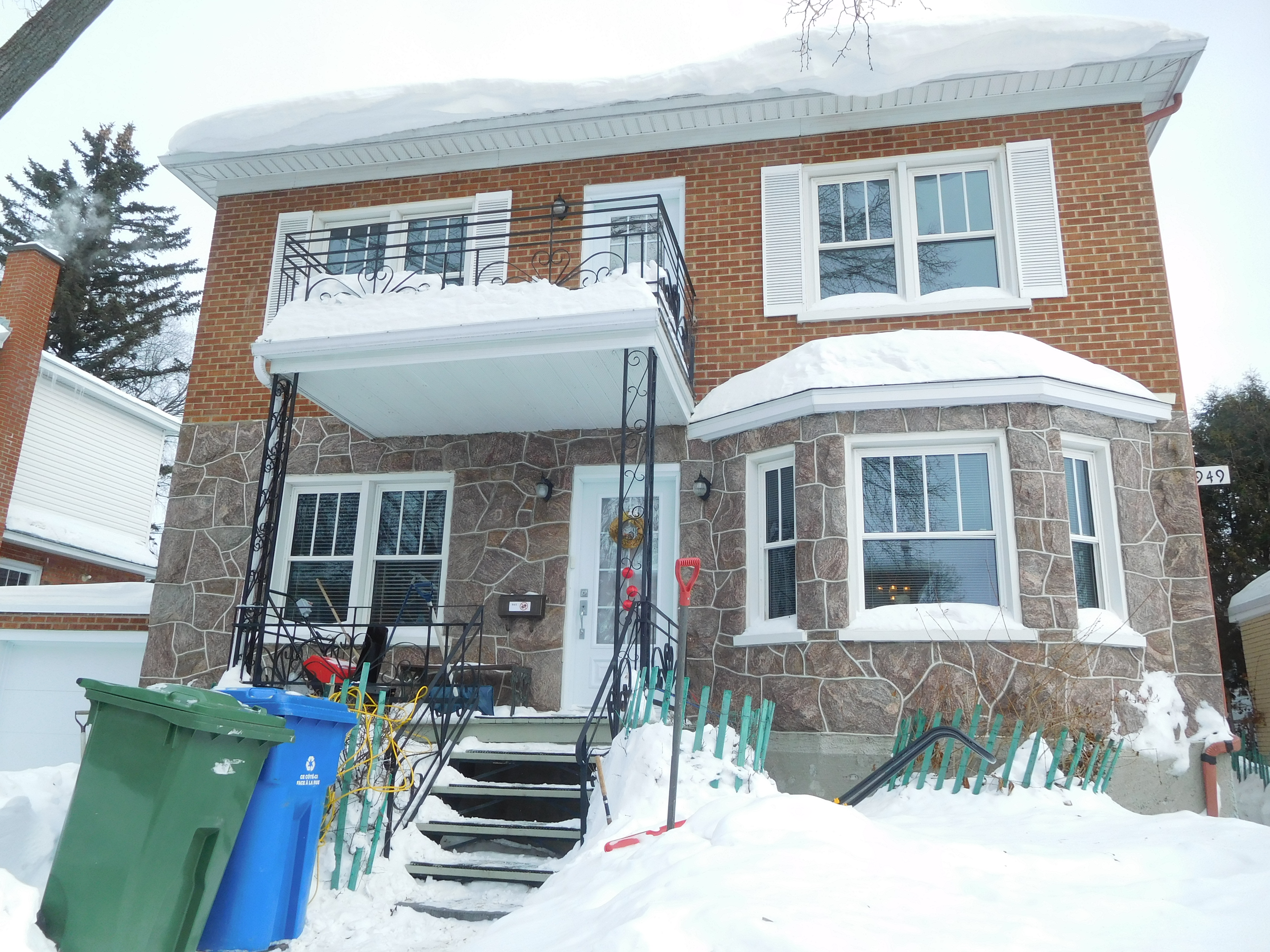
Maison unifamiliale typique du quartier